# BH Air
A BH Air, más néven Balkan Holidays Airlines, egy légitársaság, melynek székhelye Bulgáriában, Szófiában található. A légitársaság a Balkan Holidays International utazásszervező vállalatcsoport egyik tagja, és főként a vállalatcsoport tagjainak biztosít charterjáratokat az Egyesült Királyság, Skandinávia, Németország, Izrael és Svájc helyi repülőtereire, de ad hoc módon más országok is szerepelnek az úticélok között. A légitársaság fő központja Várna repülőterén, további központjai Szófia, Plovdiv és Burgasz repülőterein találhatók.

## Történet
A BH Air légitársaságot 2001-ben alapították, első járatai a Balkan Holidays londoni utazásszervező irodájának igényei szerint Szófia és az Egyesült Királyság között közlekedtek 2002 januárjától. A társaság tulajdonosa a Balkan Holidays International.
A légitársaság egy Tupoljev Tu-154 típusú repülőgéppel kezdte meg a működést, majd néhány hónappal később négyre növelték a repülőgépek számát. Ekkor vált jelentős piaci szereplővé a Bulgáriába irányuló és onnan induló charterjáratokkal. 2003 nyarán indult a társaság első Airbus A320-as gépe, melyet három további gép lízingelése követett, ezáltal a flotta nyolc tagúra bővült: négy Tu-154 és négy Airbus 320A géppel.
2004-ben a társaság több nagy európai utazásszervező cégnek kezdett charterjáratokat biztosítani. Ilyen cégek például a Balkan Holidays, a Kuoni Travel, a TUI, illetve számos kisebb utazási iroda. 2004-re a BH Air körülbelül 400 ezer utast szállított Bulgáriába és Bulgáriából. 2005-ben a BH Air kétéves lízingszerződést kötött a Virgin Grouppal, ezáltal egy új légitársaság jött létre Nigériában, az Air Nigeria. A BH Air repülőgépeit ezenkívül más légitársaságok, pl. az Air Arabia és a Pacific Airlines is használták. 2006-ban üzemen kívül helyezték a Tu-154-eseket. 2007-ben a Virgin Grouppal kötött szerződés tapasztalatai alapján a BH Air egy új Srí Lanka-i légitársaság, a Mihin Lanka létrehozásában vett részt.
Jelenleg a BH Air több mint 300 embert foglalkoztat, ebből 40 pilóta és 100 utaskísérő dolgozik a cégnél. A mostani flotta 5 Airbus A320 és két Airbus A319 repülőgépből áll, az utóbbiak közül ez egyiket a bolgár kormány használja.

## Úti célok
A BH Air a Balkan Holidays International vállalatcsoport igényei szerint működtet charterjáratokat különböző európai városokból. Télen az úti cél Szófia, nyáron pedig Burgasz és Várna repülőtere.

## Flotta
A 2012. júniusi állapot szerint a BH Air flottája az alábbi repülőgépekből áll, melyek átlagéletkora 15,8 év:

### A flotta régebbi gépei
- Tupoljev Tu-154